# Peter Weiermair
Peter Weiermair (* 22. April 1944 in Steinhöring, Oberbayern; † 26. November 2021 in Innsbruck) war Kunsthistoriker und Herausgeber. Er war Direktor des Frankfurter Kunstvereins, des Salzburger Rupertinums und der Galleria d’Arte Moderna in Bologna (Italien). Zuletzt arbeitete er als freier Kurator vornehmlich in Österreich. Er veröffentlichte zahllose Publikationen zur Körperfotografie des 19. und 20. Jahrhunderts.

## Biografie
Peter Weiermair studierte Kunstgeschichte, Germanistik und Philosophie in Innsbruck und Wien. 1964/65 war er Herausgeber der Zeitschrift „Ansichten“, 1966 gründete er den Verlag „allerheiligenpresse“ und 1968 das „Forum für aktuelle Kunst“ in Innsbruck, das er bis 1979 leitete.
Von 1980 bis 1998 war Peter Weiermair Direktor des Frankfurter Kunstvereins. Der Kunstverein ist ein bedeutendes Ausstellungszentrum für zeitgenössische Kunst und organisiert Veranstaltungen zur Förderung zeitgenössischer Kunst und Künstler.
1998 bis 2001 war Weiermair Direktor der Salzburger Sammlung Rupertinum. Das Gebäude in der Altstadt wurde durch einen Neubau auf dem Mönchsberg erweitert, das Museum der Moderne Salzburg. Das Rupertinum gilt als namhaftes Haus für nationale und internationale Ausstellungsprojekte zur klassischen Moderne, Gegenwartskunst und zeitgenössischen Kunst. Es verfügt über 12.000 Graphiken, Gemälde und Skulpturen und über 15.000 Werke der Fotokunst.
Von 2001 bis 2007 war er Direktor der „Galleria d’Arte Moderna“ in Bologna (Italien). Von 2007 bis 2011 kuratierte Weiermair die Jahresausstellung der Frankfurter Gastkünstler im Atelierfrankfurt in Frankfurt am Main.
Als ehemaliger Präsident der „International Association of Curators of Contemporary Art“ (IKT) verfügt Weiermair über gute Kontakte zu den renommierten Sammlungen in Europa. 1998 verlieh ihm der Frankfurter Magistrat die Goetheplakette der Stadt Frankfurt am Main.
Weiermair lebte als freier Kurator in Innsbruck (Österreich). Er war Kurator beim Europäischen Forum Alpbach.

## Kuratierte Ausstellungen (Auswahl)
- 1981: Robert Mapplethorpe, 10. April – 17. Mai
- 1983: Abraham David Christian, Der heilige Mensch, alle Erde, danzas contra la morte – Transit, 15. März – 24. April
- 1992: Richard Diebenkorn, 28. März – 31. Mai 1992
- 1995: James Lee Byars, The House of the Zeitgeist by James Lee Byars. James Lee Byars meets Gerrit van Honthorst, The Agony in the Garden. In Zusammenarbeit mit dem Museum für Moderne Kunst München, 6. – 12. Dezember
- 1996: Luigi Ontani, 15. Juni – 4. August
- 2007: Gotthard Bonell, Telfs/Tirol Thöni Säulenhalle
- 2008: Gotthard Bonell, Deutsches Ledermuseum – Offenbach am Main

## Schriften (Auszug)
- als Hrsg.: Paul von Rittinger, Ausgewählte Werke, Allerheiligenpresse, Innsbruck 1973.
- als Hrsg.: David Hockney, Zeichnungen und Druckgraphik 1959-1977, Allerheiligenpresse, Innsbruck 1978.
- als Hrsg.: Künstlerbuch, Frankfurt am Main 1981.
- als Hrsg.: Lynn Davis: Body work: 1978–1985. Kilchberg/Zürich: Edition Stemmle, 1994. ISBN 3-905514-36-2.
- Geleitwort zu: Herbert Heckmann: Lippmann – drei Generationen Malerfamilie, Essay über Johannes Lippmann, Pinguin-Verlag, Innsbruck 1991.
- Texte in: Elisabeth Thoman-Oberhofer (Hrsg.): Land Art usw., Kunstraum Innsbruck, ISBN 3-9501005-1-2.
- als Hrsg.: Wilhelm Von Gloeden, Erotische Fotografien, Taschen Verlag, Köln 1994, ISBN 3-8228-9315-3.
- als Hrsg.: Male Nudes By Women, Edition Stemmle, Frankfurt, 1995, ISBN 978-3-905514-67-4.
- als Hrsg.: Aspekte und Perspektiven der Photographie, enthält F. C. Gundlachs Leiden und Leidenschaften eines Sammlers, Regensburg, 1996.
- als Hrsg.: Hermann Nitsch, Sammlung Morra (1962–1997), Texte von Hermann Nitsch, Giuseppe Morra,
- mit Elisabeth Thoman Oberhofer, Kunstraum Innsbruck, 1997.
- für die Ursula Blickle-Stiftung als Hrsg.: Von Kopf bis Fuß – Fragmente des Körpers. Texte von Ursula Blickle und Peter Weiermair, Kunstraum Innsbruck und Edition Stemmle, 1997, Buch ISBN 3-908162-81-5, Katalog ISBN 3-908162-83-1.
- als Hrsg.: Helen Levitt, mit einem Beitrag von James Agee. Prestel, München/New York 1998. ISBN 3-7913-1974-4.
- als Hrsg.: Von Gloeden, Erotic Photographs, Taschen Verlag, 1999, ISBN 978-3-8228-8314-3.
- als Hrsg.: Der kalte Blick: erotische Kunst 17. bis 20. Jahrhundert, Katalog, Frankfurter Kunstverein, Frankfurt am Main 2000.
- als Hrsg.: Jürgen Klauke. Desaströses Ich. Wienand Verlag, Köln 2000, ISBN 3-87909-724-0.

Publikationen zu Gotthard Bonell
- Gotthard Bonell, Katalog, Tappeiner Verlag, Lana 1991.
- Positionen einer Ausstellung, Edition Per Procura, Wien 1992.
- als Hrsg.: Ideal und Wirklichkeit. Das Bild des Körpers in der Kunst des XX. Jahrhunderts, Rupertinum, Salzburg, 1998.
- mit Andreas Hapkemeyer: Figuration, Katalogbuch, 1999.
- Desire, Katalogbuch, 2001.
- mit Monika Knofler, Marion Piffer Damiani, Hautgrenze, Folio Verlag, Wien, 2004.
- Rituale, Folio Verlag, Wien, 2005.

## Einzelbelege
1. ↑  Tiroler Tageszeitung vom 30. November 2021: „Überzeugungstäter“ Peter Weiermair ist tot. Der Ausstellungsmacher, Sammler und Verleger verstand sich als „Überzeugungstäter“ (schlo), abgerufen am 30. November 2021
2. ↑  Ivona Jelčić: Kurator Peter Weiermair gestorben. In: Der Standard. 30. November 2021, abgerufen am 30. November 2021 (österreichisches Deutsch).

| Personendaten    | Personendaten                         |
| ---------------- | ------------------------------------- |
| NAME             | Weiermair, Peter                      |
| KURZBESCHREIBUNG | deutscher Kunsthistoriker und Kurator |
| GEBURTSDATUM     | 22. April 1944                        |
| GEBURTSORT       | Steinhöring, Oberbayern               |
| STERBEDATUM      | 26. November 2021                     |
| STERBEORT        | Innsbruck                             |